# ورزشگاه اوریانس وال
ورزشگاه اوریانس وال (سوئدی: Örjans Vall) یک ورزشگاه فوتبال در هالمستاد، سوئد است.
این ورزشگاه که در سال ۱۹۲۲ تأسیس شده دارای ۱۵٬۵۰۰ نفر ظرفیت می‌باشد و یکی از ورزشگاه‌های جام جهانی فوتبال ۱۹۵۸ بوده است.

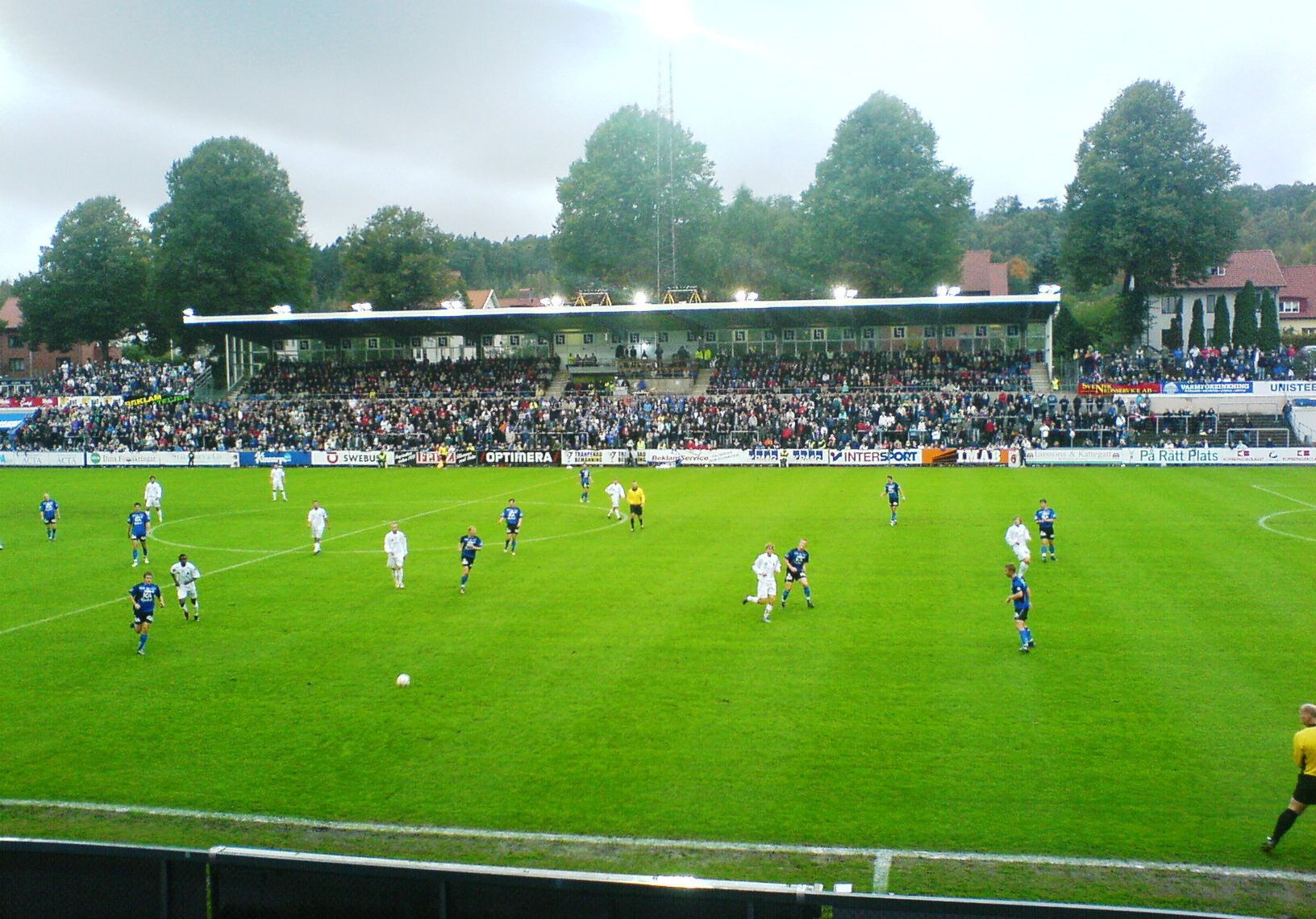
A game between Gefle IF and Halmstads BK.